# Iougo-Zapadnaïa (métro de Moscou)
Iougo-Zapadnaïa (en russe : Ю́го-За́падная et en anglais : Yugo-Zapadnaya), est une station de la ligne Sokolnitcheskaïa (ligne 1 rouge) du métro de Moscou, située sur le territoire du raïon Troparevo-Nikoulino dans le district administratif ouest de Moscou. Elle dessert notamment de nombreux établissements d'enseignement supérieur, entre autres la Moskovski Institout Radiotekhniki, Elektroniki i Avtomatiki (MIREA), l'Institut d'État des relations internationales de Moscou, l'Université russe de l'Amitié des Peuples (URAP) et l'Académie russe de l'économie nationale.
Elle est mise en service en 1963 lors de l'ouverture du prolongement de Ouniversitet' à Iougo-Zapadnaïa, qui devient le terminus de la ligne jusqu'à l'ouverture du prolongement suivant en 2014.
La station est ouverte tous les jours aux heures de circulation du métro.

## Situation sur le réseau
Établie en souterrain, à 8 mètres au-dessous du niveau du sol, la station Iougo-Zapadnaïa est située au point 0145+62 de la ligne Sokolnitcheskaïa (ligne 1 rouge), entre les stations Prospekt Vernadskogo (en direction de Boulvar Rokossovskovo) et Tropariovo (en direction de Salarievo).

## Histoire
La station Iougo-Zapadnaïa est mise en service le 30 décembre 1963, lors de l'ouverture à l'exploitation du prolongement, de 4,5 km, entre les stations Ouniversitet et Iougo-Zapadnaïa, via Prospekt Vernadskogo.
C'est une station peu profonde avec un quai central encadré par les deux voies de la ligne, conçue et réalisée suivant un modèle de type standard par les ingénieurs M.V. Golovinova, V.A. Shmerling et V. Schepihin, et l'architecte Ya.V. Tararjinskaïa. Sur le quai il y a deux rangées de 40 piliers, de base carrée. L'espace entre les alignements est de 5,9 m et entre les piliers de 4 m. La décoration est réalisée avec, du marbre blanc sur les piliers, des carreaux de faïence vert clair sur les murs et du granit gris sur le sol. Le plafond est plat et nervuré.

Architecture et décoration
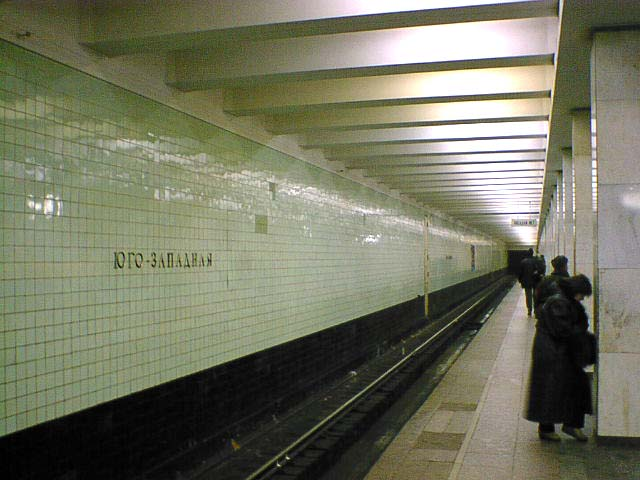
Mur et céramique.
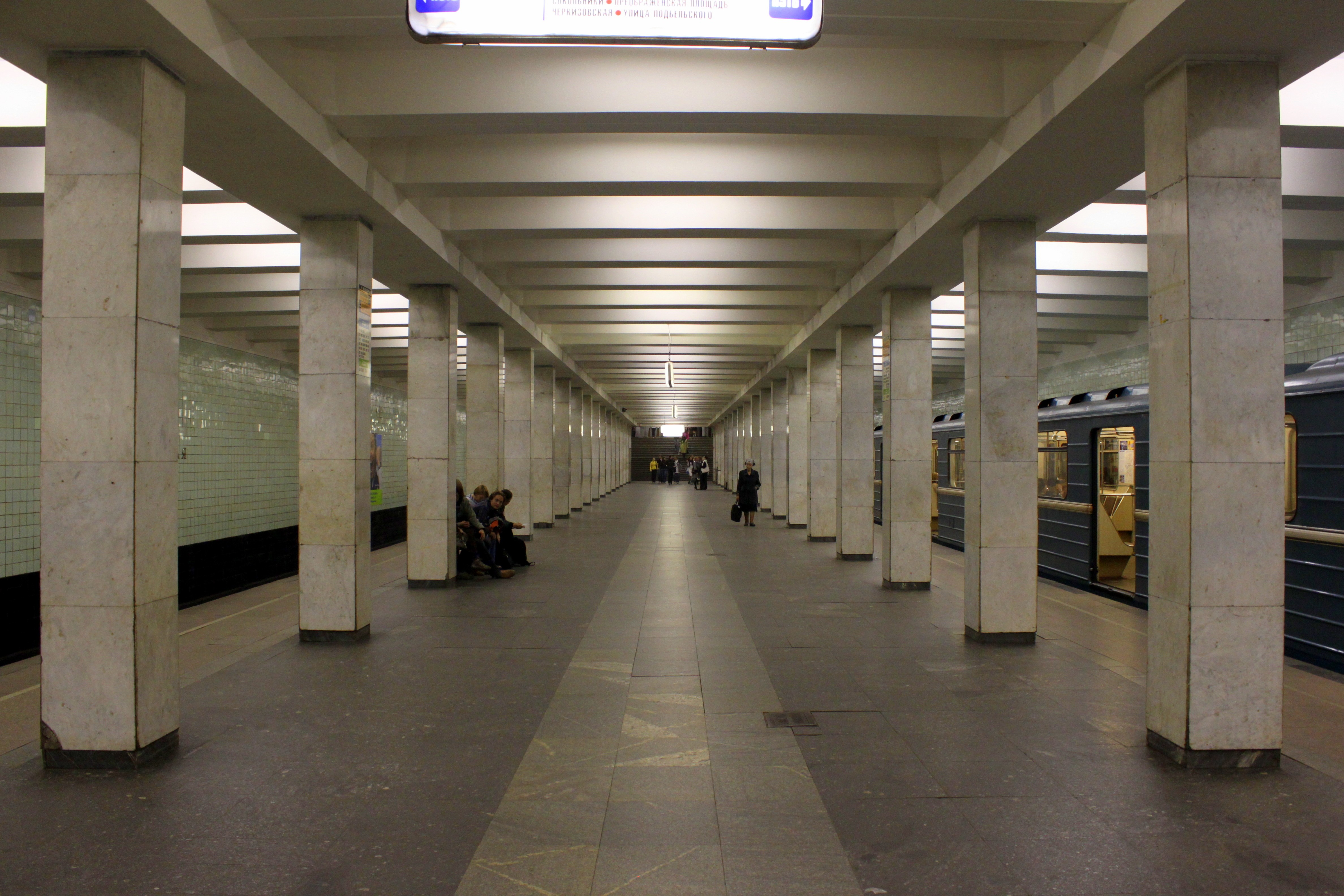
Alignements de piliers.
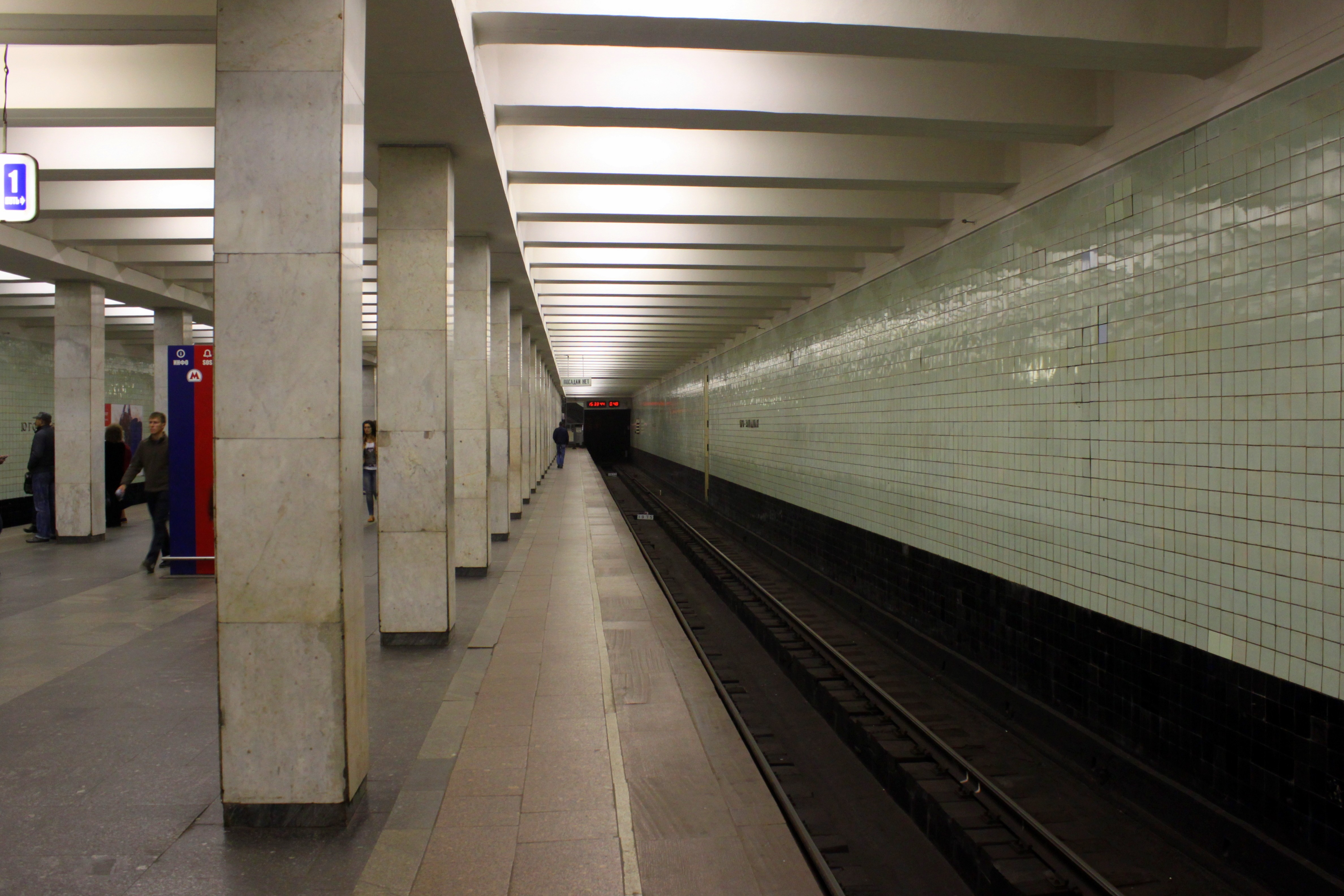
Mur et céramique

Elle est le terminus de la ligne jusqu'à l'ouverture, le 8 décembre 2014, du tronçon suivant, long de 2,1 km, jusqu'à la nouvelle station Tropariovo.
En 2016, les anciens carreaux de faïence des murs sont recouverts par un revêtement en aluminium.

## Services aux voyageurs

### Accès et accueil
Elle possède quatre entrées, toutes regroupées en l'intersection de l'avenue Vernadskogo et de la rue Pokrychkina.